# The Strange Love of Molly Louvain
The Strange Love of Molly Louvain is een Amerikaanse misdaadfilm uit 1932 onder regie van Michael Curtiz.

## Verhaal
Molly Louvain is een aantrekkelijke hotelmedewerkster met een buitenechtelijk kind. Na de geboorte van haar dochter heeft Molly een relatie met de crimineel Jimmy Cook. Als hij iemand om het leven brengt, schuift hij de schuld in Molly's schoenen. De journalist Scotty Cornell, die ook een oogje heeft op Molly, tracht haar vrij te krijgen uit de gevangenis.

## Rolverdeling
| Acteur            | Personage          |
| ----------------- | ------------------ |
| Ann Dvorak        | Molly Louvain      |
| Lee Tracy         | Scotty Cornell     |
| Richard Cromwell  | Jimmy Cook         |
| Guy Kibbee        | Pop                |
| Leslie Fenton     | Nicky Grant        |
| Frank McHugh      | Skeets             |
| Evalyn Knapp      | Doris              |
| Charles Middleton | Commissaris Slade  |
| Mary Doran        | Revuedanseresje    |
| Thomas E. Jackson | Brigadier          |
| C. Henry Gordon   | Rechercheur Martin |